# In My Mind (Album)
In My Mind ist ein Album des Hip-Hop-Musikers Pharrell Williams. Es erschien im Juli 2006 und war das erste Soloalbum des Rappers, das er selbst produziert hat.

## Entstehung
Der zunächst vorgesehene Veröffentlichungstermin des Albums im Januar 2006 wurde um sechs Monate verschoben, da Williams der Meinung war, dass das Album noch einen letzten Schliff benötige. In My Mind kam unter die Nominierten der Grammys, ausgezeichnet wurde allerdings das Album Release Therapy von Ludacris, auf dem Williams auch mit dem ebenfalls grammyprämierten Titel Money Maker mitwirkte.
Zwischen 2006 und 2007 hat The-Roots-Schlagzeuger Questlove das Album gemeinsam mit Williams neu abgemischt.

## Titelliste
1. Can I Have It Like That (feat. Gwen Stefani) – 3:55 (Williams)
2. How Does It Feel? – 3:35 (Williams)
3. Raspy Shit – 3:34 (Williams)
4. Best Friend – 4:40 (Williams)
5. You Can Do It Too – 5:22 (Williams)
6. Keep It Playa (feat. Slim Thug) – 4:18 (Williams, Thomas)
7. That Girl (feat. Snoop Dogg) – 4:01 (Williams, Broadus)
8. Angel 2:44 (Williams)
9. Young Girl (feat. Jay-Z, I Really Like You) – 8:13 (Williams, Carter)
10. Take It Off (Dim the Lights) – 4:07 (Williams)
11. Stay with Me (feat. Pusha T) – 4:06 (Williams, Thornton)
12. Baby (feat. Nelly) – 4:06 (Williams, Hayes)
13. Our Father – 3:27 (Williams)
14. Number One (feat. Kanye West) – 3:56 (Williams, West)
15. Skateboard P Presents: Show You How to Hustle (feat. Lauren) – 4:13 (Williams)
16. Can I Have It Like That (The Travis Barker Remix) – 4:12 (feat. Gwen Stefani) (Bonustrack)

### Beschreibung der Titel
Can I Have It Like That: Die erste Singleauskopplung des Albums wird von Gwen Stefani begleitet. Das Lied zeichnet sich durch einen ungewöhnlichen Drum-Loop und markanten Bass aus. Erschienen ist der Song online, auf CD und auch auf 7" sowie 12" Vinyl. Geschrieben hatte Williams den Song eigentlich für P. Diddy. Allerdings entschloss er sich dann, ihn selbst zu verwerten. So nahm er den Titel – bei Arbeiten an Stefanis Album – in Miami auf. Um eine Art Song zur Beschreibung seines Lifestyles auf die Beine zu stellen, entschied sich Williams für die Stimmlage Bariton. Normalerweise singt der Countertenor im falsetten Stimmbereich, was dieses Stück von anderen unterscheidet. Regie bei dem actionreichen Video führte Paul Hunter.
That Girl: Bei diesem Stück wird Williams von Snoop Dogg begleitet, außerdem hat Charlie Wilson einen Cameo-Auftritt. Das Video stammt von Chris Robinson und existiert auch in einer zensierten Fassung, die in Deutschland erst ab 22:00 Uhr gezeigt werden darf.
Angel: Die ist die zweite in Europa, aber nicht in den USA erschienene Single aus In My Mind. Veröffentlicht wurde sie auf CD, DVD, Vinyl und als Download. Es existieren zwei Videos zu dem Lied. Eines davon stellt eine Kombination aus Animationsfilm und real gefilmten Material dar. Bei der zweiten Version hat Hype Williams die Regie übernommen.
Number One: Bei der dritten Singleauskopplung wurde mit Synthesizern gearbeitet. Unterstützt wird Williams hier durch Kanye West, auf dessen Album (Graduation) er auch vertreten ist. Veröffentlicht wurde die Single neben der gängigen Weise ebenfalls auf Vinyl.
Can I Have It Like That (The Travis Barker Remix): Die gitarrenlastige Neuabmischung von Travis Barker (blink-182) belässt nur Gesang und Bridge in der Originalversion.

## Chartplatzierungen

### Album
| ChartsChartplatzierungen       | Höchstplatzierung | Wochen |
| ------------------------------ | ----------------- | ------ |
| Deutschland (GfK)              | 14 (6 Wo.)        | 6      |
| Österreich (Ö3)                | 41 (4 Wo.)        | 4      |
| Schweiz (IFPI)                 | 5 (8 Wo.)         | 8      |
| Vereinigtes Königreich (OCC)   | 7 (7 Wo.)         | 7      |
| Vereinigte Staaten (Billboard) | 3 (11 Wo.)        | 11     |

### Singles
| Jahr | Titel                   | Höchstplatzierung, Gesamtwochen, AuszeichnungChartplatzierungen (Jahr, Titel, , Platzierungen, Wochen, Auszeichnungen, Anmerkungen) | Höchstplatzierung, Gesamtwochen, AuszeichnungChartplatzierungen (Jahr, Titel, , Platzierungen, Wochen, Auszeichnungen, Anmerkungen) | Höchstplatzierung, Gesamtwochen, AuszeichnungChartplatzierungen (Jahr, Titel, , Platzierungen, Wochen, Auszeichnungen, Anmerkungen) | Höchstplatzierung, Gesamtwochen, AuszeichnungChartplatzierungen (Jahr, Titel, , Platzierungen, Wochen, Auszeichnungen, Anmerkungen) | Höchstplatzierung, Gesamtwochen, AuszeichnungChartplatzierungen (Jahr, Titel, , Platzierungen, Wochen, Auszeichnungen, Anmerkungen) | Anmerkungen                                               |
| Jahr | Titel                   | DE | AT | CH | UK | US | Anmerkungen                                               |
| ---- | ----------------------- | --- | --- | --- | --- | --- | --------------------------------------------------------- |
| 2005 | Can I Have It Like That | DE37 (9 Wo.)DE | AT47 (6 Wo.)AT | CH28 (18 Wo.)CH | UK3 (13 Wo.)UK | US49 (8 Wo.)US | Erstveröffentlichung: 31. Oktober 2005 feat. Gwen Stefani |
| 2006 | Angel                   | DE62 (5 Wo.)DE | — | — | UK15 (6 Wo.)UK | — | Erstveröffentlichung: 21. Januar 2006                     |
| 2006 | Number One              | — | — | — | UK31 (5 Wo.)UK | US57 (3 Wo.)US | Erstveröffentlichung: 21. August 2006 feat. Kanye West    |